# Little Grand Lake Provisional Ecological Reserve
Die Little Grand Lake Provisional Ecological Reserve ist ein Naturschutzgebiet auf der zur kanadischen Provinz Neufundland und Labrador gehörenden Insel Neufundland. Es wurde 2002 als provisorisches Reservat eingerichtet.

## Lage
Das 729 km² große Schutzgebiet befindet sich im Westen von Neufundland. Es erstreckt sich südlich des Grand Lake entlang dem Flusslauf des Lewaseechjeech Brook und beinhaltet den namengebenden See Little Grand Lake. Die Provisional Ecological Reserve grenzt an zwei weitere Schutzgebiete: an die Little Grand Lake Wildlife Reserve (569 km²) sowie an die Glover Island Public Reserve (178 km²).

## Fauna
Die Provisional Ecological Reserve wurde zum Schutz der Fichtenmarder-Unterart Martes americana atrata eingerichtet. Diese ist eine von nur 13 ursprünglichen Landsäugetierarten der Insel. Die Population auf Neufundland besteht aus etwa 300 Tieren. Im Parkgebiet kommt der größte noch vorhandene Bestand dieser Tiere vor. Den typischen Lebensraum des Fichtenmarders bilden dicht bewaldete Gebiete, wie sie in dem Schutzgebiet noch vorkommen, jedoch auf Neufundland stückweise verschwinden. 
Das provisorische Reservat dient auch dem Erhalt des Lebensraumes des Kanadischen Waldrentieres (Rangifer tarandus caribou). Dieses frequentiert die Moor- und Sumpflandschaft der Buchan’s Plateau-Topsail-Region.